# Джакар-лакханг
Джакар-лакханг (дзонґ-ке བྱ་དཀར་􀭨་ཁང་།, Вайлі byadkar lhakhamg) — буддійський храм (лакханг) школи Ньїнґма, розташований в самому центрі міста Джакар в дзонгхазі Бумтанг, Бутан.
Храм заснував у 1445 році послідовник Дордже Лінгпа. Імовірно перебудовувався в XIX столітті. Храм розписував Шабдрунг Джігме Чог'єл (1862–1904).
Храм знаменитий чудовими тангкамі (зокрема зображенням Ушнішавіджая в чортені) і статуєю Гуру Рінпоче.